# Ливри Гарган
Ливри Гарган (фр. Livry-Gargan) град је у Француској, у департману Сена Сен Дени.
По подацима из 1999. године број становника у месту је био 37.288.

## Демографија
| 1962.  | 1968.  | 1975.  | 1982.  | 1990.  | 1999.  | 2011.  |
| ------ | ------ | ------ | ------ | ------ | ------ | ------ |
| 29.679 | 32.063 | 32.917 | 32.778 | 35.387 | 37.288 | 42.036 |

## Партнерски градови
- Фирстенфелдбрук
- Алмуњекар
- Черветери
- Лондонска општина Харингеј